# Carlos Luis Fallas
Carlos Luis Fallas Sibaja (Alajuela, 21 de enero de 1909-San José, 7 de mayo de 1966) fue un escritor y dirigente comunista costarricense, conocido como Calufa. Frecuentemente considerado como uno de los autores más importantes y emblemáticos de la literatura costarricense, Fallas poseía una manera única de combinar el humor con el realismo crudo y descarnado típico de la época en la que vivió en sus obras.

## Biografía
Carlos Luis Fallas fue hijo ilegítimo de Roberto Cantillano Vindas, director de bandas militares costarricense, y Adelina Fallas Sibaja. Cuando tenía unos 5 y 6 años de edad, su madre (de extracción campesina), contrajo matrimonio con Rubén Barrantes, "un obrero zapatero muy pobre" y tuvo con él 6 hijas, Emma, Lilly, Betty, Arabella, Esmeralda y Odalía.
Se crio con sus tías en San José, y empezó a ir a la escuela Mauro Fernández Acuña, pero tuvo que trasladarse luego a la escuela Porfirio Brenes –como él mismo contaría después: "le pegué a la maestra, porque la vieja me iba a pegar. Le colmé las dos orejas con la regla, ella se llamaba Sofía Pochett",– donde terminó primero, segundo, tercero y cuarto grados (este último lo tuvo que repetir debido a una enfermedad). De sus tías diría: "Ellas me educaron, me enseñaron a bañarme y a esas cosas burguesas".
Lector voraz desde los 10 años de edad, cursó solo los cinco grados de la escuela primaria y dos de la secundaria, ya que tuvo que abandonar los estudios para trabajar como aprendiz en un taller de ferrocarriles.
Cuando iba a entrar en quinto grado se fue para Las Tropas, a Panamá. Después trabajó en el ferrocarril al Pacífico como aprendiz en la sección de aire y a los 16 años se trasladó a las plantaciones de banano de la transnacional United Fruit Company, en la provincia de Limón, donde trabajó como cargador, peón, ayudante de albañil, dinamitero y tractorista, entre otros oficios. Declaró haber sido "ultrajado por los capataces, atacado por las fiebres, vejado en el hospital". Todas estas experiencias hicieron que se desarrollara en Fallas una profunda sensibilidad por los problemas sociales, que vivió en carne propia y que influyeron en su obra literaria.
Regresó a Alajuela a los 22 años de edad para ver a su madre morir. Se fue a Grecia a trabajar en la carretera al Pacífico, y después, a Las Cañas.
Fue por aquel entonces cuando su vida cambió gracias a un excompañero de colegio, Claudio Alvarado, con el que tropezó en el parque de Alajuela. Alvarado le prestó el Manifiesto Comunista, de Marx y Engels, que "fue una revelación". "En ese libro encontraba la explicación de todos los problemas, y era como si me fueran a quitar una venda de los ojos", diría poco antes de morir. Motivado por los ideales revolucionarios y antimperialistas, a partir de entonces se consagraría al comunismo y al naciente movimiento obrero.
Fallas aprendió en tres meses el oficio de zapatero, que ejerció por varios años.
Carlos Luis Fallas participó activamente en la vida política y social del país: fue miembro de los primeros sindicatos alajuelenses y líder de huelgas que lo llevaron a la cárcel en varias ocasiones; fue uno de los líderes más visibles del Partido Comunista Costarricense.
En 1933 resultó gravemente herido en un sangriento choque entre obreros y la policía. Ese mismo año, después de un discurso calificado de subversivo por las autoridades, fue condenado a un año de destierro en Limón; ahí intervino en la gran huelga bananera de 1934 contra la United Fruit Company, que llegó a movilizar a más de quince mil trabajadores. Esto motivó que lo volvieran a encarcelar; se declaró en huelga de hambre y finalmente fue puesto en libertad.
Fue elegido regidor municipal en 1942 y diputado del Congreso Constitucional en 1944. Participó como jefe militar de batallones comunistas en la guerra civil de 1948 y después fue a la cárcel una vez más, ocasión en la que estuvo a punto de ser fusilado.
En 1965, Calufa viajó a Moscú junto a su entonces esposa, Zahyra Agüero. Según afirmó alguna vez Joaquín Gutiérrez, a Fallas le había salido una pequeña protuberancia en la ingle antes de efectuar el viaje, por lo que visitó un médico que le ofreció operar al día siguiente. Sin embargo, Fallas se negó debido precisamente al viaje, y dijo que si se tenía que operar, lo haría allá.
En la Unión Soviética le anunciaron que tenía un cáncer generalizado. Regresó a Costa Rica ya gravemente enfermo y se dedicó solo a escribir artículos en el periódico.

## Muerte
Murió en San José, el 7 de mayo de 1966 a los 57 años de edad, a causa de un cáncer de riñón. Sus restos yacen en el Cementerio Obrero junto con 12 cuerpos más, en una bóveda prestada y sin lápida de identificación.

## Obra literaria
En su accionar como militante obrero se vio obligado muchas veces a hacer actas, redactar informes y a escribir artículos para la prensa obrera, lo que le permitió ir mejorando progresivamente su ortografía, al tiempo que iba aprendiendo a expresar sus ideas y pensamientos de una manera más clara y concreta; aun así, siempre se consideró a sí mismo como un "aficionado" en el oficio de la escritura.
Aunque su obra literaria es relativamente breve –solo cuatro novelas y unos pocos cuentos,– es considerada como trascendental dentro de la literatura costarricense. En 1947, año en el que publicó Gentes y gentecillas, escribió una novela y unos cuentos cortos que le fueron robados y destruidos durante la represión de 1948.
La obra de Fallas se caracteriza por contar con una gran cantidad de costarriqueñismos y por la singular manera en la que el escritor describe los paisajes y el mundo psicológico en el cual se desenvuelven los personajes; hay predominancia del lenguaje coloquial, lo que hace que los personajes y las situaciones expuestas en sus obras sean muy realistas y directas.
Lo que le da un carácter único a la obra de Fallas es el hecho de que tomó como base única sus propias experiencias; por medio de su obra literaria, denunció las injusticias sociales que observó y sufrió.
Aunque la obra de Fallas fue abriéndose por sí sola el camino a la difusión internacional, fue el poeta chileno Pablo Neruda, premio Nobel de Literatura, quien la hizo despegar de manera definitiva al mencionar a uno de los personajes de Mamita Yunai (Calero) en su Canto general: "No te conozco. En las páginas de Fallas leí tu vida, / gigante oscuro, niño golpeado, harapiento y errante. / De aquellas páginas vuelan tu risa y las canciones, / entre los bananeros, en el barro sombrío, la lluvia y el sudor. / Qué vida la de los nuestros, qué alegrías segadas, / qué fuerzas destruidas por la comida innoble, / qué cantos derribados por la vivienda rota, / qué poderes del hombre deshechos por el hombre! / Pero cambiaremos la tierra. No irá tu sombra alegre / de charco en charco hacia la muerte desnuda. / Cambiaremos, uniendo tu mano con la mía, / la noche que te cubre con su bóveda verde. / (Las manos de los muertos que cayeron / con estas y otras manos que construyen / están
selladas, como las alturas andinas / con la profundidad de su hierro enterrado.) / Cambiaremos la vida para que tu linaje / sobreviva y construya su luz organizada."
La novela autobiográfica Marcos Ramírez (1952) fue llevada a la televisión en 1980 en una serie de 13 capítulos. La cinta —con guion y producción de Juan Bautista Carballo y dirección de Santiago Herrera— fue rodada en los alrededores de la comunidad de Ciruelas de Alajuela.
Sus obras han sido traducidas al italiano, francés, ruso, polaco, alemán, checo, eslavo, rumano, búlgaro y húngaro.
El 14 de noviembre de 1977 la Asamblea Legislativa de Costa Rica lo declaró Benemérito de la Patria por acuerdo # 1793, a instancias del entonces diputado del Partido Liberación Nacional, Edwin León Villalobos.

## Obras
- Mamita Yunai, novela, Editorial Soley y Valverde, San José, 1941
- Gentes y gentecillas, novela, Imprenta Falcó, San José, 1947
- Marcos Ramírez, novela, Imprenta Falcó, San José, 1952
- Mi madrina, novela, Imprenta Falcó, San José, 1954 (edición ilustrada con dibujos de Luis Carballo Trejos: Editorial de la Universidad Estatal a Distancia, Costa Rica, 2011)
- Un mes en la China roja, crónicas publicadas en 1957 en la revista Adelante y editadas posteriormente en libro por Eduardo Saxe Fernández, con la colaboración de la viuda del escritor, Zahyra Agüero; Editorial Universidad de Costa Rica, Ciudad Universitaria Rodrigo Facio, San José, 1977[6]
- Tres cuentos, Editorial Costa Rica, San José, 1967; contiene:
  - La dueña de la guitarra de las conchas de colores; Barreteros; y El taller
- Barreteros y otros cuentos, Editorial Costa Rica, San José, 1987
- Obra narrativa, 2 tomos, Editorial Costa Rica, 2009
  - Tomo 1: Marcos Ramírez; Mi madrina, Tres cuentos (La dueña de la guitarra de las conchas de colores; Barreteros; y El taller)
  - Tomo 2: Mamita Yunai; Gentes y gentecillas

## Premios y distinciones
- Premio Iberoamericano de Novela 1962 (Fundación William Faulkner, Estados Unidos), por Marcos Ramírez.
- Premio Nacional de Cultura Magón 1965
- Benemérito de la Patria (1977)